# Wentworth Dillon

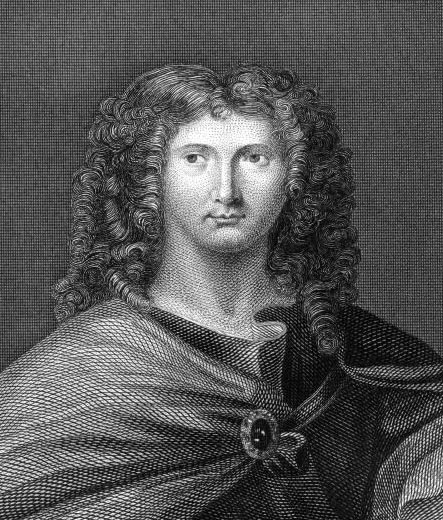
Wentworth Dillon, 4e graaf van Roscommon

Wentworth Dillon, 4e graaf van Roscommon (ca. 1633 - 18 januari 1685) was een Engels dichter, geboren in Ierland. Hij was een neef van Thomas Wentworth, graaf van Strafford.
Dillon werd opgeleid aan de universiteit van Caen in Frankrijk en bracht een aantal jaren door op het Europese vasteland alvorens hij na het herstel van het koningschap naar Engeland terugkeerde. Hij werd gunstig ontvangen aan het hof en de landgoederen die voor de Engelse Burgeroorlog aan de familie toebehoorden werden aan hem teruggegeven. Hij raakte bevriend met de dichter John Dryden en behoorde tot de eerste critici die de grootsheid van het werk van John Milton erkenden.
Dillon streefde ernaar een 'Britse Academie' te stichten ter bevordering van de kunsten en een correct taalgebruik (wat hem zeer aan het hart ging), naar het voorbeeld van de Académie française en vormde daartoe een klein genootschap, dat na zijn dood echter uiteenviel.
In 1680 publiceerde hij een vertaling van de Ars Poetica van Horatius in blanke verzen onder de titel The Art of Poetry. In 1684 verscheen zijn  Essay on Translated Verse.
Wentworth Dillon werd op 21 januari 1685 begraven in Westminster Abbey.
- Bibliothèque nationale de France: cb10700843v (data)
- Gemeinsame Normdatei: 124262961
- International Standard Name Identifier: 0000 0001 2277 7652
- Library of Congress Control Number: n84134013
- Nationale bibliotheek van Australië: 36252938
- Nationale Bibliotheek van Israël: 987007267235205171
- Nederlandse Thesaurus van Auteursnamen: 075051958
- Réseau des bibliothèques de Suisse occidentale: 02-A000139371
- SNAC: w6988skj
- Système universitaire de documentation: 149976682
- Trove: 1237203
- Virtual International Authority File: 28000168
- WorldCat: E39PBJvd6xghyhq6gBjDhpDTHC